# Малышевка (Смоленская область)
Ма́лышевка — деревня в Смоленской области России, в Ельнинском районе. Население — 2 жителя (2007 год) .  Расположена в юго-восточной части области в 24 км к юго-западу от города Ельня, в 8 км западнее автодороги Р137 Сафоново — Рославль, на берегу реки Стряна. Входит в состав Малышевского сельского поселения.

## История
В годы Великой Отечественной войны деревня была местом ожесточённых боёв и дважды была оккупирована гитлеровскими войсками. 1-й раз в июле 1941 года (освобождена в ходе Ельнинской операции), 2-й раз в октябре 1941 года (освобождена в ходе Ельнинско-Дорогобужской операции в 1943 году). Была освобождена 68-й армией.